# O Guds fördolda kärleks ro
O Guds fördolda kärleks ro är en psalmtext av Gerhard Tersteegen. Den har tio verser.
Melodin anges i "Lilla Kempis" vara densamma som till psalmen Gud låter sin trogna här.

## Publicerad i
- Lilla Kempis som den nionde andliga sången. Titeln är "Själens åstundan att willigt följa Guds kärleks hemliga dragningskraft".